# Eugen Müllendorff
Eugen Müllendorff (* 3. Juli 1855 in Steinau an der Oder; † 5. Februar 1934 in Berlin) war ein deutscher Ingenieur, Schriftsteller und einflussreicher Freimaurer.

## Leben
Nach dem Besuch des Friedrichsgymnasiums in Breslau studierte Müllendorff an den Universitäten Breslau und Leipzig sowie in Dresden und Charlottenburg. Mit einer Dissertation über Differentialgleichungen wurde er in Wien zum Dr. phil. promoviert. Es folgte ein langjähriger Studienaufenthalt in der Türkei, woraus später sein literarisches Hauptwerk mit der Übersetzung der Schwänke des Naszr-ed-din resultierte.
Nach seiner Rückkehr nach Deutschland arbeitete er zunächst als Redakteur bei der Zeitschrift Blätter für Elektrotechnik und Bauwesen in Köln. Später wirkte er in Berlin als gerichtlicher Sachverständiger für Elektrotechnik. 1904 wurde er als solcher Mitglied des Patentamtes. Zugleich war er Mitglied des Reichsbundes vereidigter Sachverständiger und des Vereins Beratender Ingenieure. Außerdem verfasste er zahlreiche Abhandlungen über Elektrotechnik und Pädagogik in verschiedenen Fachzeitschriften.

## Freimaurerei
Müllendorff war Mitglied der Berliner Johannisloge Zu den drei goldenen Schlüsseln und von 1916 bis 1931 Landesgroßmeister der Großen Landesloge der Freimaurer von Deutschland. Er übte auf die Entwicklung der Freimaurerei in Deutschland nach dem Ersten Weltkrieg einen großen Einfluss aus. Als Exponent der altpreußischen Freimaurerei betonte er den Standpunkt der Vaterlandsliebe unter Distanzierung von pazifistischem Gedankengut. Unter seiner Leitung sonderte sich die Große Landesloge von der übrigen deutschen Freimaurerei ab und legte sich die zusätzliche Bezeichnung Deutsch-Christlicher Orden bei. — Sein Brustbild als Landesgroßmeister wurde auf einer Bronzemedaille von H. Wernicke festgehalten.
Das Grab Müllendorffs befindet sich auf dem Südwestkirchhof Stahnsdorf.

## Schriften
- Erzählungen aus dem Orient, Budapest 1890.
- Die Schwänke des Naszr-ed-din und Buadem von Mehemed Tewsik, Leipzig 1890. (= Reclams Universal-Bibliothek 2735 / Übersetzung aus dem Türkischen)
- Die Automobilen, ihr Wesen und ihre Behandlung, Berlin 1899. (mit F. von Kübel).
- Der Helios in den Jahren 1882-1900. Ein Beitrag zur Entwicklungsgeschichte der Elektrotechnik, Köln 1900.
- Die Leuchttürme, ihr Wesen und ihre Bedeutung, Köln 1902.
- Aufgaben der Elektrotechnik nebst deren Lösungen: ein Übungs- und Studienbuch für Studierende und Ingenieure, Berlin 1902; 4. Aufl. Berlin 1922.
- Ansprachen bei den Weihnachtsfeiern der Loge zu den drei goldenen Schlüsseln, Berlin 1910.
- Die Entwicklung der Religion und die indischen Veden. In: Zirkelcorresponenz der Grossen Freimaurerloge von Deutschland, Jg. 39 (1910).
- Taschenbuch für Schiedsrichter und Parteien, Berlin 1913.
- Für Geist und Herz. Erzählungen, Legenden, Märchen und Vorträge, Berlin 1914.
- Weihnachtsklänge. Vorträge bei den Weihnachtsfeiern, Berlin 1926.
- Taschenbuch für Gutachter, Berlin 1931.
- Verzeichnis der Beamten und Mitglieder der Provinzial-Loge von Niedersachsen, Berlin 1931.